# تنام قزم
تنام قزم (الاسم العلمي: Taoniscus nanus) هو نوع من الطيور يتبع جنس التنام تاو من فصيلة التنامية.